# Cibona Zagreb
Le KK Cibona Zagreb est un club croate de basket-ball de la ville de Zagreb. Le club a été fondé en 1946 mais connaît son heure de gloire dans le milieu des années 1980 où, grâce à l'arrivée de Dražen Petrović, il gagne 2 Coupe des Clubs champions en 1985 et 1986, puis une Coupe des Coupes et enfin une Coupe Korać.
Depuis l'éclatement de la république fédérative socialiste de Yougoslavie, il est le principal club croate.

## Historique
Le club de basket-ball KK Cibona est fondé en 1946 à Zagreb sous le nom Sloboda. Après plusieurs changements de noms dans les années 1950, le club se nomme Lokomotiva puis depuis 1975 porte le nom Cibona, le nom d'un conglomérat croate.
Dans les années 1980 le club connait son heure de gloire, entre 1980 et 1987, Cibona décroche 14 titres, dont deux coupes d'Europe (1985 et 1986).
Depuis 1977 le club a toujours participé à une compétition européenne excepté lors de la saison 1991-1992.

## Palmarès
International
- Euroligue : Vainqueur en 1985 et 1986
- Coupe Korać : Vainqueur en 1972, finaliste en 1980 et 1988
- Coupe des Coupes : Vainqueur en 1982 et 1987
- Euroleague Opening Tournament 2001

Croatie
- Champion de Croatie : 1992, 1993, 1994, 1995, 1996, 1997, 1998, 1999, 2000, 2001, 2002, 2004, 2006, 2007, 2009, 2010, 2012, 2013, 2019
- Coupe de Croatie : 1995, 1996, 1999, 2001, 2002, 2009, 2013, 2022 et 2023

Yougoslavie
- Champion de Yougoslavie : 1982, 1984, 1985
- Coupe de Yougoslavie : 1969, 1980, 1981, 1982, 1983, 1985, 1986, 1988

## Entraîneurs successifs
Mirko Novosel

## Joueurs célèbres ou marquants
- Dražen Petrović
- Krešimir Ćosić
- Rok Stipčević
- Davor Rukavina
- Damir Markota
- Damir Mulaomerović
- Aramis Naglić
- Zoran Planinić
- Terrell Everett
- Zack Wright
- D.J. Strawberry
- Lukša Andrić
- Danko Cvjetičanin
- Gordan Giriček
- Dalibor Bagarić
- Luka Pavićević
- Vladan Alanović
- Franjo Arapović
- Marino Baždarić
- Alan Gregov
- Veljko Mršić
- Dino Rađa
- Goran Kalamiza
- Bojan Bogdanović